# De maanblaffers
Tom Poes en de maanblaffers of kortweg De maanblaffers is het 118de verhaal uit de Bommelsaga, geschreven en getekend door Marten Toonder. Het verhaal verscheen voor het eerst op 16 februari 1967 en liep tot 3 mei van dat jaar. Thema: Samenzwering. Opkomst en ondergang van de Sociale Ontwaak Partij. (SOP)

## Samenvatting
Tom Poes wordt op straat aangesproken door een mannetje in een zwart uniform, die waarschuwt voor 'Maanblaffers'. Om dat tegen te gaan is de Sociale Ontwaak Partij opgericht. Na meten en goedkeuring van de driftgraad kan op eigen rekening een zwart kostuum worden aangeschaft met zwart hoofddeksel. Maanblaffers zouden soms te herkennen zijn aan hun grote voeten en hun rode haar.
Heer Bommel treft in het bos figuren in zwart uniform aan. Hij verneemt van het bestaan van de SOP. Hij wil lid worden maar hij wordt geweigerd; hij kan immers ook een Maanblaffer zijn. Joost heeft een waarschuwing ontvangen van een man in een zwart pak. Journalist Argus van de Rommeldamse Courant krijgt ook bezoek van een SOP-lid. Burgemeester Dickerdack en Markies de Canteclaer lezen op de Kleine Club het nieuws in de krant. Desgevraagd antwoordt de burgemeester dat Maanblaffers wel vreemden moeten zijn. Uit een ander land of wellicht zelfs van een andere planeet. De verontruste burgemeester ontbiedt hierop commissaris Bulle Bas en geeft hem opdracht tegen de Maanblaffers streng op te treden. 
Algauw arresteert hij heer Bommel, want met "rood" haar en grote voeten is hij verdacht. Zijn driftgraad moet nog worden gemeten. 
Doctorandus Zielknijper is inmiddels aangewezen om de driftgraden van vermeende Maanblaffers te onderzoeken. Hij heeft een werkhypothese, die belachelijk wordt gemaakt door professor Prlwytzkofsky. Bulle Bas arresteert vervolgens de professor als onruststoker. Vanuit een rioolput wordt het tafereel gadegeslagen door professor Sickbock. Hij werkt vanuit een ondergrondse werkplaats, maar vindt het nu tijd zich bovengronds te vertonen. Professor Sickbock wijst doctorandus Zielknijper op de seismologische reacties van Oblonski. De grote trilling in de aardkorst duidde op de landing van een groot lichaam uit de ruimte. Buitenaardse wezens hebben zich daarna met de inheemse bevolking gemengd, en zo goed dat ze niet te herkennen zijn. Met zijn tweeën gaan ze naar de burgemeester en ze krijgen de geëiste 'vrije hand' om de driftgraad van de arrestanten te meten.
Heer Bommel wordt als eerste Rommeldammer aan de test onderworpen. Na een geweldige driftaanval mag de hij naar huis. Hij heeft de test doorstaan. De volgende dag loopt ook heer Bommel in een zwart pak met hoed van de SOP. Tom Poes verwijt hem dat hij niet zijn eigen jas meer aanheeft maar een partijjas. De Markies lacht hem uit. Hierop laat SOP-lid Bommel de markies door Bulle Bas arresteren. Zelfs ambtenaar Dorknoper wordt op aanwijzing van heer Bommel opgebracht wegens een te lage driftgraad. Ook Joost in SOP-pak wordt door twee SOP-leden meegenomen, nadat ze elkaars driftgraad hebben getest. 
Zowel Tom Poes als Doddeltje krijgen geen melk meer geleverd, omdat ze geen SOP-pak dragen. Als de buurvrouw bij het kasteel komt om een flesje melk, wordt haar driftgraad ruw gemeten door een SOP-lid. Heer Bommel is daar zo boos over dat hij een vuistslag uitdeelt, waarbij hij het hoofd van de romp slaat. Tom Poes laat vervolgens zien dat dit SOP-lid een pop met geluidsbandjes is. Hierop verwisselt de kasteelheer zijn partijjas terug voor zijn eigen ruitjesjas. Samen met Tom Poes vindt hij een onderaardse werkplaats, het hoofdkwartier van de SOP. Heer Bommel is blij met de attributen om de driftgraad te kunnen meten, maar Tom Poes zet zijn onderzoek in de grot voort.
Bovengronds blijken de SOP-leden na een rookbom van heer Bommel zelf een lage driftgraad te hebben. Heer Bommel besluit dat de SOP-leden Maanblaffers zijn. Hij levert een zak vol af bij commissaris Bulle Bas. Daarna gaat hij terug naar de kliniek waar een wanhopige burgemeester in gesprek is met de kalme professor Sickbock. Heer Bommel werpt een rookbom en legt de burgemeester uit dat Rommeldam in handen is gevallen van de SOP-beweging. Eerlijke lieden zijn opgesloten als Maanblaffers. Professor Sickbock trekt zich dan terug.
Tom Poes bereikt het geheime deel van het ondergrondse laboratorium van professor Sickbock. Hij blijkt dan degene te zijn die de SOP heeft bedacht en de eerste leden zijn de door hem ontworpen robots die hun monotone verhaal via bandapparatuur verspreiden. Tom Poes weet de productie van nieuwe robots te verhinderen en de hele productie te laten ontploffen. 
Doctorandus Zielknijper komt tevreden melden dat hij een partijlid van de SOP heeft onderzocht. Maar  Tom Poes meldt juist dat hij er een einde aan heeft gemaakt. Op dat moment vindt er een veel grotere ondergrondse ontploffing plaats. Bulle Bas houdt het buiten op een aanslag van de Maanblaffers. Heer Bommel brengt hem snel van de nieuwe feiten op de hoogte. Tom Poes legt uit dat nu de centrale is ontploft de ontvanger in de hoeden niet meer werkt. Burgemeester Dickerdack geeft Bulle Bas opdracht alle arrestanten vrij te laten. Doctorandus Zielknijper wil zich beroepen op een vergissing maar wordt door de burgemeester ontslagen.

##### Verworpen aflevering 6030
Doctorandus Zielknijper wordt door de vrijgelaten menigte onder de voet gelopen. Hij vindt troost bij een kapotte robot. Op een dag zullen de prettige robots zegevieren, bestuurd door een ontvanger in de hoed. Zijn wetenschap is nog te jong. Professor Prlwytzkofsky barst hierop in een bulderend gelach uit.

## 6031 en 6032
Terug wandelend naar zijn kasteel beweert Heer Bommel dat hij het bestaan van Maanblaffers altijd heeft ontkend. Tom Poes protesteert want zijn vriend liep in een zwart pak. Joost dient zich aan in zijn oude betreurenswaardige zwarte pak. Zijn werkgever staat toe dat hij zijn livrei weer aantrekt. Tijdens de maaltijd met Tom Poes vraagt Heer Bommel zich af hoe het met professor Sickbock zal aflopen. Het blijkt dat hij alweer een deel van zijn robotleger buiten de stad in elkaar heeft geschroefd en voert het bevel per walkietalkie. Hij kan zo maar weer opduiken met verhalen over Maanblaffers, rode haren en grote voeten. Dan dreigt er SOP-gevaar.

## Voetnoot
1. ↑  Deze aflevering wordt gescheiden afgedrukt achter in de Volledige Werken.